# Satoru Hayashi
Satoru Hayashi (født 13. juni 1988) er en tidligere japansk fodboldspiller.
Han har spillet for flere forskellige klubber i sin karriere, herunder Shonan Bellmare.